# Tào Di bá
Tào Di bá (chữ Hán: 蔡夷伯; trị vì: 864 TCN - 835 TCN), tên thật là Cơ Hỉ (姬喜), là vị vua thứ sáu của nước Tào – chư hầu nhà Chu trong lịch sử Trung Quốc.
Cơ Hỉ là con của Tào Hiếu bá – vua thứ 5 nước Tào. Năm 865 TCN, Cung bá mất, Cơ Hỉ lên thay, tức là Tào Di bá.
Sử sách không ghi chép sự kiện xảy ra liên quan tới nước Tào trong thời gian ông làm vua.
Năm 835 TCN, Tào Di bá qua đời. Ông ở ngôi được 30 năm. Em ông là Cơ Cương lên nối ngôi, tức là Tào U bá.